# Bhotiya
Bhotiya ou bhot (em nepali: भोटिया; romaniz.: Bhotiyā) são grupos etnolinguísticos relacionados ao povo tibetano que vivem na região do Transimalaia nos países da Associação Sul-Asiática para a Cooperação Regional (ASACR). A palavra bhotiya vem de bod, palavra que refere-se ao Tibete no  tibetano clássico. O povo bhotyia fala numerosas línguas, incluindo o ladaque. O reconhecimento indiano  de tal língua é bhoti/bhotia, possuindo escritos tibetanos e atualmente encontra-se no Parlamento da Índia para tornar-se uma das línguas oficiais pela Oitava Agenda da constituição indiana.

## Descrição
Os bhotiya identificam-se como Rajaputes Raghuvanshi e preferem ser referidos como Thakur ou Rajvanshi. Possivelmente os bhotiyas descendem dos imigrantes originais para o norte de Oude no período do nababo Asaf-ud-Daula (r. 1775–1797).

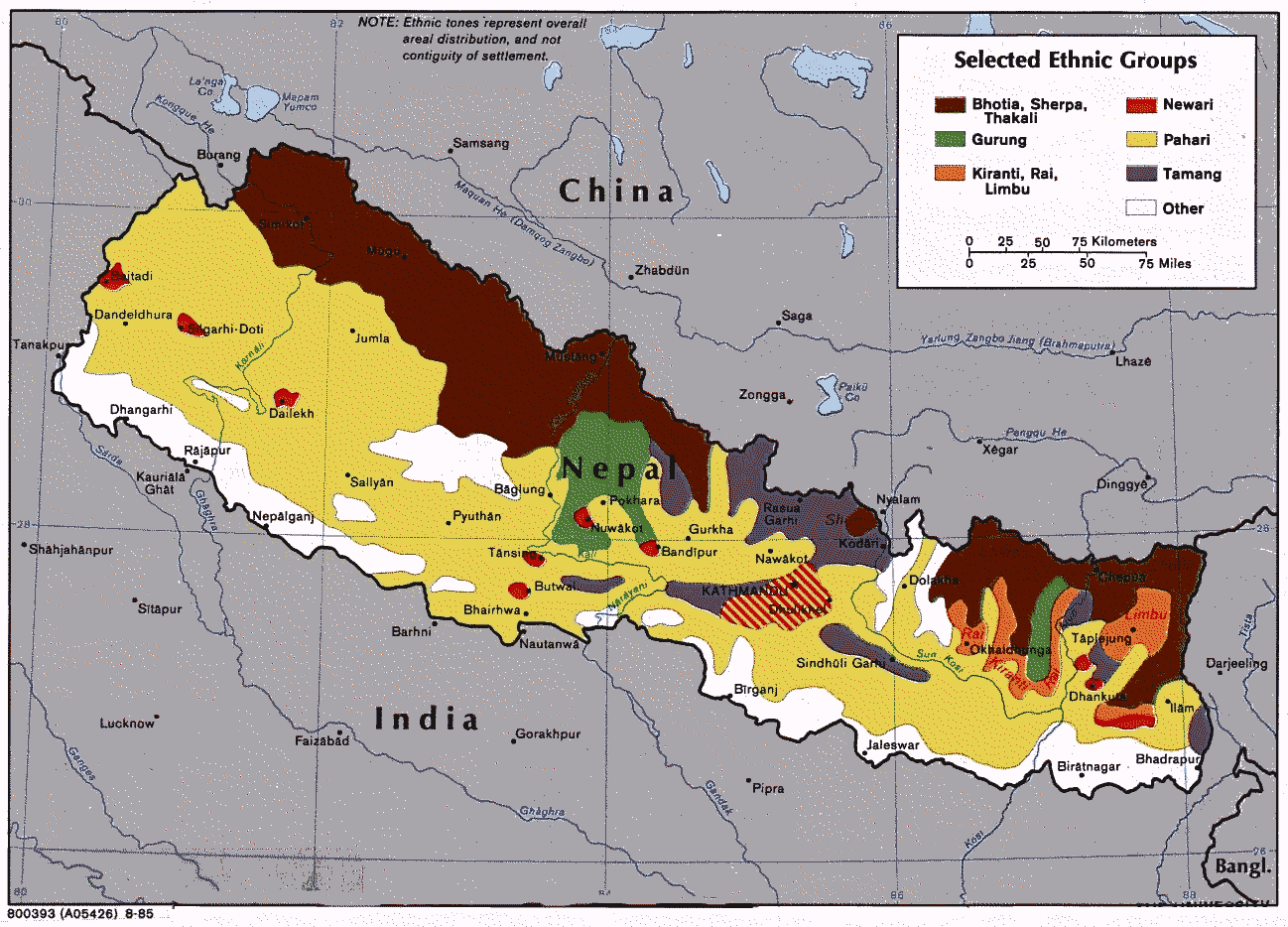
Grupos étnicos do Nepal:
bhotiya •
xerpas •
thakalis •
gurungs •
•
•
•
neuaris •
•
Tamang

O povo bothyia está fortemente relacionado a outros grupos e laços étnicos são porosos. Um grupo é o dos butias, o principal grupo etnolinguístico do norte do estado indiano de Siquim. Um segundo grupo é o dos bhotiyas de Bhotiya dos vales altos dos Himalaias das divisões Kumaon e Garhwal do estado indiano de Uttarakhand. Este grupo inclui a tribo shauka de Kumaon, os tolchhas e os marchas de Garhwal, Gyagar Khampa de Khimling, Bhidang. Um terceiro grupo relacionado é o dos Ngalop, falantes de butanês, o principal grupo etnolinguístico do Butão. Os bhotiyas também estão relacionados a diversos grupos dispersos do Nepal e áreas adjacentes da Índia, incluindo tibetanos e xerpas.
No Nepal, os bhotiyas formam 0,1% da população. Vivem em vilarejos dispersos nos Himalaias.